# جعفر افقهی فریمانی
جعفر افقهی فریمانی (زادهٔ ۱۳۴۳ در فریمان) نمایندهٔ حوزهٔ انتخابیهٔ فریمان، سرخس، احمدآباد و رضویه در دورهٔ ششم مجلس شورای اسلامی بوده‌است.